# ヘンリー・ヘルソン
ヘンリー・バージ・ヘルソン(英語:Henry Berge Helson、1927年6月2日 - 2010年1月10日)は、アメリカ合衆国の数学者。カリフォルニア大学バークレー校で解析学を研究した。

## 経歴
カンザス州ローレンス出身。1947年にハーバード大学で学士号を取得した。その後、ロンドン、パリ、プラハ、ウィーンを訪れたが，ほとんどの時間をワルシャワで過ごし、1948年春からはヴロツワフでエドワード・マルチェフスキと共同研究を行った。1950年にハーバード大学でリン・ ハロルド・ルーミスに師事して博士号を取得した後、1950～51年の間，主にウプサラでアルネ・バーリングと共同研究を行ったが、ヨーロッパの他の地域にも頻繁に出かけた。1951年にイェール大学の講師、助教授となる。1955年にカリフォルニア大学バークレー校の助教授、1958年に准教授、1961年に正教授となり、1993年に同校の名誉教授に就任した。1970年にはニースで開催されたICMでゲスト講演を行った。

## ヘルソン集合
Gを無限、非離散、局所的にコンパクトな群とすると、ヘルソン集合は、P上のすべての連続関数が群Gのフーリエ代数A(G)の関数に拡張できるようなGのコンパクトな集合Pと定義される。 ヘルソンは、実線からなる群の場合に完全なヘルソン集合が存在することを最初に証明した。

## 私生活
数学専門の出版社バークリー・ブックスを設立した。また、人格心理学者である妻のラベンナ・ヘルソン、娘、2人の息子、3人の孫に囲まれてこの世を去った。指導した博士課程の学生には、フランク・フォレッリ、ウダイ・テワリなどがいる。

## 選集
- Helson, H. (March 1954). “Proof of a conjecture of Steinhaus”. Proc Natl Acad Sci U S A 40 (3):  205–208. doi:10.1073/pnas.40.3.205. PMC 527972. PMID 16589456.
- Helson, Henry (1958). “Conjugate series and a theorem of Paley”. Pacific J. Math. 8 (3):  437–446. doi:10.2140/pjm.1958.8.437. MR0098952.
- with David Lowdenslager: “Prediction theory and Fourier series of several complex variables”. Acta Math. 99:  165–202. (1958). doi:10.1007/bf02392425. MR97688.
- Helson, Henry (1959). “Conjugate series in several variables”. Pacific J. Math. 9 (2):  513–523. doi:10.2140/pjm.1959.9.513. MR0107777.
- with David Lowdenslager: “Prediction theory and Fourier series of several complex variables. II”. Acta Math. 106:  175–213. (1961). doi:10.1007/bf02545786. MR0176287.
- Lectures on invariant subspaces. New York: Academic Press. (1964)
- Harmonic Analysis. Reading, Mass.: Addison-Wesley. (1983); rev. 2nd edn, 1995, publ. Hindustan Book Agency and Helson Publishing Co.[6]
- with Farhad Zabihi: Helson, Henry; Zabihi, Farhad (2007). “A geometric problem in function theory”. Illinois J. Math. 51 (3):  1027–1034. doi:10.1215/ijm/1258131116. MR2379736.